# Charlotta Joakima av Spanien
Charlotta Joakima Teresa av Spanien, född i Aranjuez 25 april 1775, död 7 januari 1830, portugisisk drottning, gift med kung Johan VI av Portugal.

## Biografi
Hon var dotter till kung Karl IV av Spanien och Maria Luisa av Parma. Gift 8 maj 1785 med prins Johan av Portugal, som 1788 blev kronprins. Äktenskapet fullbordades 9 januari 1790.
Charlotta beskrevs som ambitiös, ful och brutal, och mycket kort. Hon reste till Brasilien med resten av den portugisiska kungafamiljen 1807. Charlotta ansåg sig vara arvtagare till den spanska tronen, efter att Spanien ockuperats av Napoleon I och hennes föräldrar och syskon abdikerat, och planerade att ta kontroll över spanska Sydamerika: det område som sedan blev Uruguay erövrades som ett led i detta.
1816 blev hon Portugals drottning men återvände inte till Portugal förrän 1821. Landet hade under tiden fått en konstitution. 1824 utförde hon med sonen Mikael en kupp, tillfångatog maken och försökte få honom att abdikera för sonen. Maken fick dock brittisk hjälp och Mikael och Charlotta fick lämna landet. Hon återvände dock snart. Då maken dog 1826 och den minderåriga Maria da Glória blev monark utnämnde han sin äldsta dotter Isabella Maria av Portugal till förmyndarregent i stället för Charlotta.